# Sławomir Złotek-Złotkiewicz

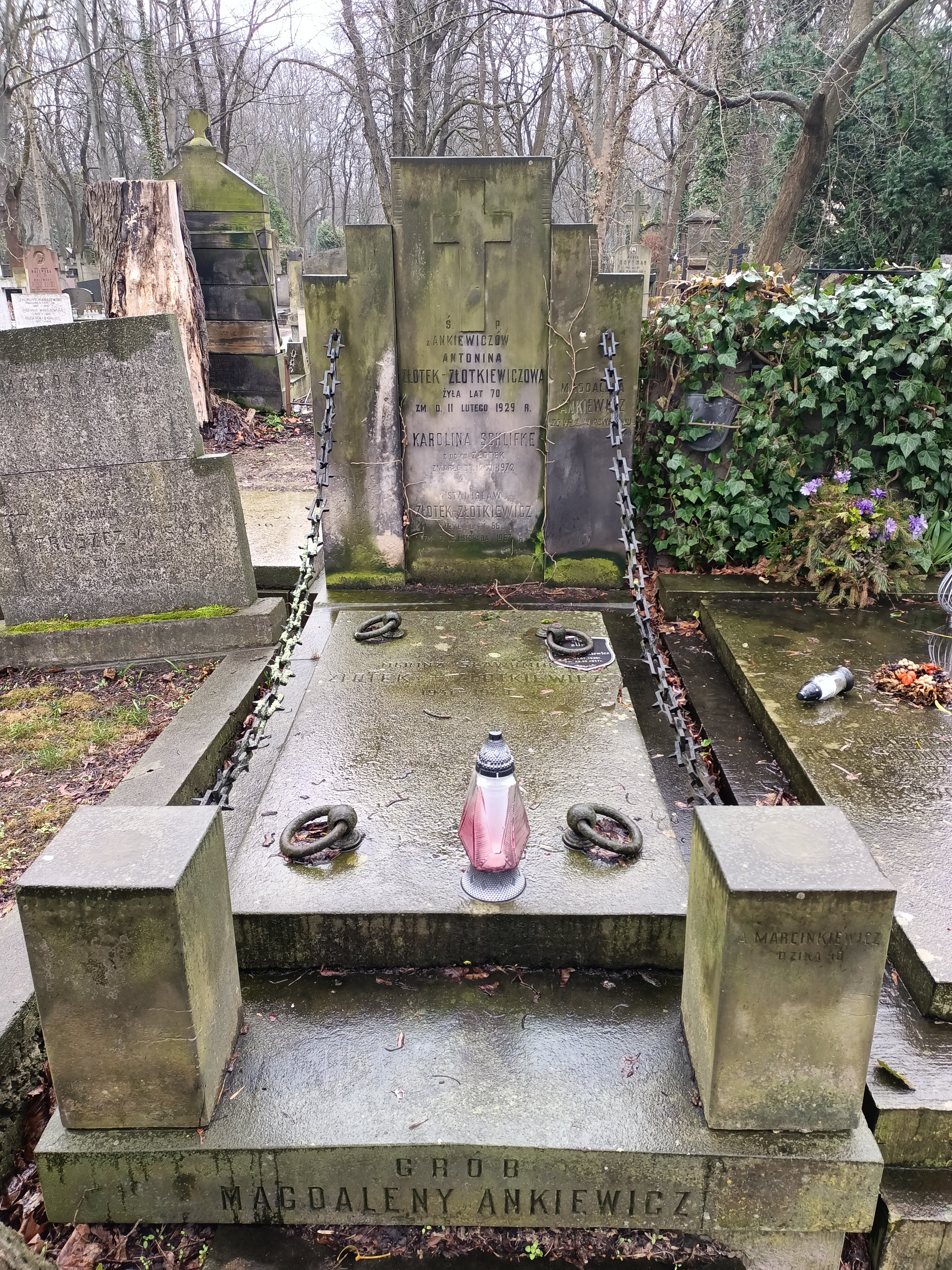
Grób Sławomira Złotka-Złotkiewicza na Cmentarzu Powązkowskim.

Sławomir Złotek-Złotkiewicz (ur. 8 lipca 1930 w Brwinowie, zm. 3 lutego 1978 w Warszawie) – polski koszykarz, reprezentant Polski, medalista mistrzostw Polski.

## Życiorys

### Kariera sportowa
Pod koniec lat 40. występował krótko w Legii Warszawa występującej wówczas w B-klasie. Przez niemal całą karierę był jednak zawodnikiem Polonii Warszawa, z którą wywalczył pierwsze miejsce w pierwszym, historycznym sezonie II ligi (1950/1951). a następnie grał na poziomie I ligi do 1957. Z warszawskim klubem wywalczył wicemistrzostwo Polski w 1954 i 1957. W latach 1951–1956 wystąpił 69 razy w reprezentacji Polski, m.in. na mistrzostwach Europy w 1955, zajmując z drużyną 5. miejsce. Dla drużyny narodowej zdobył w karierze 335 punktów.
W sezonie 1959/1960 ponownie znalazł się w składzie Polonii, ale nie zagrał w żadnym meczu. W II rundzie sezonu 1960/1961 został trenerem Polonii i prowadził ją do 1967. W ostatnim roku pracy zajął najlepsze w karierze trenerskiej miejsce w lidze - piąte. W 1973 został przewodniczącym sekcji koszykówki Stołecznej Federacji Sportu.

### Wykształcenie i praca zawodowa
W 1950 roku ukończył Państwowe Gimnazjum i Liceum im. Stefana Batorego w Warszawie, następnie podjął studia na Politechnice Warszawskiej, zakończone zdobyciem tytułu inżyniera w 1953, tytułu magistra inżyniera budownictwa wodnego w 1959. Od 1960 pracował w Biurze Projektowo-Konstrukcyjnym Stołecznego Przedsiębiorstwa Energetyki Cieplnej, od 1967 w Centralnym Biurze Studiów i Projektów Wodnych, Melioracji i Zaopatrzenia Rolnictwa w Wodę "BIPROMEL", m.in. na stanowisku głównego projektanta. Został pochowany na cmentarzu Powązkowskim w Warszawie (kwatera 109-6-3)

## Osiągnięcia
Reprezentacja
- Lider Eurobasketu w skuteczności rzutów wolnych (1955 – 90,2%)[3]